# Pomník Karla Marxe (Karlovy Vary)
Pomník Karla Marxe v Karlových Varech je umístěn v parku v ulici Petra Velikého. Byl postaven jako připomínka tří Marxových léčebných pobytů ve zdejších lázních. Autor díla je sochař Karel Kuneš ml.

## Karel Marx v Karlových Varech
Německý filozof, politický myslitel a revolucionář Karel Marx se v Karlových Varech léčil třikrát – v letech 1874, 1875 a 1876. Jeho potížemi bylo chronické onemocnění jater a trpěl i žaludečními vředy a velkými bolestmi hlavy. Zprvu lázně nevyhledával, až když těžce onemocněla jeho dcera Eleonora a lékař jí předepsal lázně Karlovy Vary, společně přijeli. Ubytovali se v penzionu Germania na Zámeckém vrchu.
Podruhé, v roce 1875, přijel Marx sám, a při třetím a zároveň posledním pobytu byl opět ve společnosti své dcery. Vždy byli ubytováni v témže penzionu. Ošetřujícím lékařem obou byl Leopold Fleckles. Marx byl v lázních spokojen a léčba mu vždy prospěla. Litoval, že nemohl jezdit do Karlových Varů i nadále, neboť na základě nových zákonů proti socialistům mu hrozilo, že bude z území Rakouska-Uherska i Německa vypovězen.

## Historie pomníku

### Původní busta
Karlovarský akademický sochař Karel Kuneš ml. (1920–1997) vytvořil dvě plastiky Karla Marxe. První práce byla busta v roce 1957. V roce 1958 za ni byl oceněn Cenou města Karlovy Vary. Busta stávala u Vřídelní kolonády a před její modernizací musela být přemístěna. Bylo vybráno místo v parku u restaurace Malé Versailles. V roce 1958 byla prohlášena kulturní památkou a památkově chráněna od 3. května 1958 do 2. května 1997 pod rejstř. č. ÚSKP 14969/4-890. V osmdesátých letech 20. století byla odstraněna a odvezena neznámo kam.

### Současná socha
Pomník je spolupráce sochaře Karla Kuneše a architekta Marcela Šulce (* 1932). V roce 1984 vytvořil Karel Kuneš první skicu z epoxidovaného odlitku o výšce 30 cm. Následujícího roku 1985 zhotovil dva modely v měřítku 1:2,5 vysoké 90 cm ze sádry a epoxidu. Bronzová plastika byla odlita v roce 1986. Roku 1988 byl nový pomník osazen. Slavnostní odhalení proběhlo 5. května 1988 u příležitosti 170. výročí Marxova narození.

## Popis pomníku
Bronzová socha v nadživotní velikosti se nachází v parku proti ruskému konzulátu v ulici Petra Velikého. Prostovlasá sedící postava Karla Marxe s rukama složenýma v klíně je oděna do obleku a dlouhého pláště. Na soše je signováno:
K • KUNEŠ • 86

Socha je umístěna na vrcholu jednoduchého hranolového podstavce z leštěných žulových desek. Na přední straně podstavce je vyryt pozlacený věnovací nápis:
KAREL
MARX
KARLOVY VARY
1874
1875
1876

Podstavec stojí na čtvercovém stupni složeném z leštěných žulových desek. Celý objekt je vysoký 212 cm.